# Grande Mare
Pour les articles homonymes, voir La Grande Mare.
La Grande Mare est une mare de l'île de La Réunion, département d'outre-mer français dans le sud-ouest de l'océan Indien. D'une superficie de 2,25 hectares, elle est située à 1 407 mètres d'altitude dans la forêt de Bélouve, sur le territoire de la commune de Salazie. Ce faisant, elle relève du cœur du parc national de La Réunion.